# El Batán (San Cristóbal de La Laguna)
El Batán ou Los Batanes é  uma entidade populacional pertencente ao município de San Cristóbal de La Laguna, na ilha de Tenerife, Canárias, Espanha, localizada dentro do parque rural de Anaga. Administrativamente faz parte da Zona 6 do município.

## Toponímia
O nome deriva de "batanes" (máquinas hidráulicas usadas para bater os tecidos) que existiam no local para a lavagem de lã e linho, aproveitando a água do barranco do rio.

## Demografia
| Variação demográfica de El Batán entre 2000 e 2015 (Instituto Nacional de Estadística) | Variação demográfica de El Batán entre 2000 e 2015 (Instituto Nacional de Estadística) | Variação demográfica de El Batán entre 2000 e 2015 (Instituto Nacional de Estadística) | Variação demográfica de El Batán entre 2000 e 2015 (Instituto Nacional de Estadística) | Variação demográfica de El Batán entre 2000 e 2015 (Instituto Nacional de Estadística) | Variação demográfica de El Batán entre 2000 e 2015 (Instituto Nacional de Estadística) | Variação demográfica de El Batán entre 2000 e 2015 (Instituto Nacional de Estadística) | Variação demográfica de El Batán entre 2000 e 2015 (Instituto Nacional de Estadística) | Variação demográfica de El Batán entre 2000 e 2015 (Instituto Nacional de Estadística) | Variação demográfica de El Batán entre 2000 e 2015 (Instituto Nacional de Estadística) | Variação demográfica de El Batán entre 2000 e 2015 (Instituto Nacional de Estadística) | Variação demográfica de El Batán entre 2000 e 2015 (Instituto Nacional de Estadística) | Variação demográfica de El Batán entre 2000 e 2015 (Instituto Nacional de Estadística) | Variação demográfica de El Batán entre 2000 e 2015 (Instituto Nacional de Estadística) | Variação demográfica de El Batán entre 2000 e 2015 (Instituto Nacional de Estadística) | Variação demográfica de El Batán entre 2000 e 2015 (Instituto Nacional de Estadística) |
| -------------------------------------------------------------------------------------- | -------------------------------------------------------------------------------------- | -------------------------------------------------------------------------------------- | -------------------------------------------------------------------------------------- | -------------------------------------------------------------------------------------- | -------------------------------------------------------------------------------------- | -------------------------------------------------------------------------------------- | -------------------------------------------------------------------------------------- | -------------------------------------------------------------------------------------- | -------------------------------------------------------------------------------------- | -------------------------------------------------------------------------------------- | -------------------------------------------------------------------------------------- | -------------------------------------------------------------------------------------- | -------------------------------------------------------------------------------------- | -------------------------------------------------------------------------------------- | -------------------------------------------------------------------------------------- |
| 2000                                                                                   | 2001                                                                                   | 2002                                                                                   | 2003                                                                                   | 2004                                                                                   | 2005                                                                                   | 2006                                                                                   | 2007                                                                                   | 2008                                                                                   | 2009                                                                                   | 2010                                                                                   | 2011                                                                                   | 2012                                                                                   | 2013                                                                                   | 2014                                                                                   | 2015                                                                                   |
| 175                                                                                    | 170                                                                                    | 167                                                                                    | 160                                                                                    | 171                                                                                    | 180                                                                                    | 186                                                                                    | 300                                                                                    | 303                                                                                    | 300                                                                                    | 288                                                                                    | 286                                                                                    | 288                                                                                    | 293                                                                                    | 289                                                                                    | 284                                                                                    |